# Eichholz (Lüdenscheid)
Eichholz ist die Bezeichnung eines Stadtteils von Lüdenscheid und gehört zum statistischen Bezirk 05 (Honsel/Eichholz) der Kreisstadt Lüdenscheid im westlichen Sauerland, Nordrhein-Westfalen. Speziell die Straße Im Eichholz, der Rosenweg, und Teile der Glatzer Straße sowie die umliegenden Straßenzüge werden zum Eichholz gezählt. Nördlich des Honsels schließt sich der Stadtteil Vogelberg an. Im Süden des Eichholz liegt der Stadtteil Honsel und im Westen der Stadtteil Tinsberg, während sich im Osten der Stadtteil Kalve anschließen. Einige Teile des Stadtteils Worth werden seit 2010 statistisch ebenfalls zum Stadtteil Eichholz gezählt.

## Geschichte
Die im Volksmund genannte Kleinbahn „Schnurre“ der Kreis Altenaer Eisenbahn trug mit zur Entwicklung des Ortsteils bei. Sie verband durch das Versetal und über den Höhensattel an der Worth die beiden Industriestädte Lüdenscheid und Werdohl miteinander und sorgte dafür, dass sowohl Personen wie auch Waren leichter zum Eichholz transportiert werden konnten. Die Rolle als Transportweg wurde nach der Einstellung der Kleinbahn zum Großteil von den umliegenden Straßen und der nahegelegenen Bundesstraße B229 übernommen.
Viele Straßen innerhalb vom Eichholz sind nach verschiedenen Blumenarten benannt worden, wie z. B. Asternweg, Nelkenweg, Rosenweg, Tulpenweg und Veilchenweg.

## Infrastruktur

### Allgemein
Die Struktur des Stadtteils ist vor allem durch viele freistehende Einfamilienhäuser wie auch Reihenhäuser geprägt. Im Verlauf des weiteren Stadtteils entstanden auch einige Mehrfamilienhäuser. Viele dieser Häuser wurden in den letzten Jahren aufwendig saniert. Neben den Wohnhäusern gibt es eine Reihe von größeren und kleineren Geschäften in dem Stadtteil. Besonders in der oberen Glatzer Straße gruppieren sich einige Einzelhandels- und Gastronomieeinrichtungen. Außerdem befinden sich mehrere Arztpraxen in dem Stadtteil.

### Einzelhandel
An der Glatzer Straße 1 besteht bereits seit einigen Jahrzehnten ein großer Vollsortimenter. Das Gebäude wurde vor einigen Jahren durch den Nachfolger des alten Betreibers aufwändig saniert. Im Gebäude selbst gibt es außerdem eine Bäckerei, einen Blumenladen und einen Zeitschriftenladen. Neben dem Vollsortimenter existiert zudem eine Tankstelle.
Ein bereits an der Worth-Kreuzung ansässiges Unternehmen, das dort seit längerer Zeit Agrarerzeugnisse und Artikel für den Haus- und Gartenbedarf verkauft, hat den angrenzenden und brachliegenden Industriekomplex aufgekauft und beabsichtigt, mit einem Neubau an diesem Standort zu expandieren. Mit dem Erwerb des Areals, dem Abriss der Fabrikgebäude und dem Neubau eines Marktes in direkter Nachbarschaft zum Nahversorgungszentrum am Vollsortimenter steht eine komplette Umgestaltung des Standortes bevor. Während die Stadtverwaltung von Lüdenscheid grundsätzlich Grünes Licht für die Pläne des Unternehmens signalisiert hat, sind vor allem im Hinblick auf die Anbindung des Marktgeländes an Glatzer Straße und Werdohler Landstraße noch Fragen offen. Um die beantworten zu können, haben die Investoren die Erstellung eines Verkehrsgutachtens in Auftrag gegeben, das in Kürze vorliegen soll.
Anfang Juni 2014 gab es eine Bürgeranhörung zu dem Projekt des Neubaus an der Worth-Kreuzung. Die Betriebsgebäude der verlassenen Firma sollen komplett abgerissen und durch einen Neubau ersetzt werden. Der Altbau soll weiterhin als Lager für das Unternehmen erhalten bleiben. In dem Neubau will sich das Unternehmen von ehemals 200 m² auf 2000 m² Verkaufsfläche vergrößern. Das neue Geschäft wäre somit die größte Filiale des Unternehmens von ganz Südwestfalen. Der Baubeginn des Gebäudes soll in ein bis zwei Jahren sein. Grundsätzlich gab es wenig Widerstand gegen das Projekt, aber einige Anwohner befürchten ein höheres Verkehrsaufkommen in dem Bereich.
Ende 2014 wurde vom Planungsausschuss und dem Rat der Flächennutzungsplan für den Neubau des Unternehmens geändert. Laut dem Unternehmen ist es noch unklar, wann das Projekt baulich umgesetzt wird. Politisch wird die Nachnutzung des momentan noch leerstehenden Industrieareals allerdings positiv gesehen. Zudem wird begrüßt, dass sich dort ein regionaler Anbieter ansiedeln möchte. Die Verkaufsfläche des neuen Marktes soll insgesamt 1930 Quadratmeter betragen. Die Stichstraße zu dem Markt soll trichterförmig aufgeweitet werden. Evtl. sollen auch die noch bestehenden Gleise der Kreis Altenaer Eisenbahn (KAE) bei einem Neubau des Gebäudes entfernt werden.

### Gemeinschaftsgrundschule „Adolf-Kolping-Schule“
Die Gemeinschaftsgrundschule „Adolf-Kolping-Schule“, am Danziger Weg 45, ist die nächstgelegene Grundschule. Im Jahr 2010 wurde im Rahmen des Konjunkturpaketes 2 diese Schule umfassend saniert. Dafür musste die gesamte Grundschule mit allen Schülern und sämtlichem Inventar in das leerstehende Gebäude der ehemaligen Hauptschule Wefelshohl vorübergehend ziehen. Ein halbes Jahr später zog die Grundschule an ihren alten Standort am Danziger Weg 45 zurück.

## Sehenswertes
Die unterschiedlichen Häuser des Stadtteils Eichholz sowie die ausgedehnten Fußwege in dem Viertel laden zu Spaziergängen ein. 
Viele Grünanlagen prägen das Bild des Viertels. Der Stadtteil selbst ist von Wäldern und Wiesen fast vollständig umgeben.
Für Kinder gibt es einige neu gestaltete Spielplätze in dem Stadtteil.

## Verkehrsanbindung

### Bahnverkehr
Die nächstliegenden Bahnhöfe sind der Bahnhof Lüdenscheid und der Bahnhof Brügge (Westfalen). Beide sind per Auto oder Bus in wenigen Fahrminuten gut erreichbar.

### Busverkehr
Die Anbindung des Stadtteils an den öffentlichen Personennahverkehr erfolgt durch die Buslinien 41, 47, 48, 53 und 245 (Schulbuslinie) der Märkischen Verkehrsgesellschaft (MVG). 
Wichtige Bushaltestellen in dem Stadtteil sind: „Görlitzer Straße“, „Am Worthhang“, „Worth“, „Eichholz“ und „Glatzer Straße“.

### Straßenverkehr
Die Anbindung an das Bundesautobahnnetz erfolgt über die nahegelegene Abfahrt Nr. 14 Lüdenscheid der A 45. Diese führt Richtung Norden nach Hagen und Dortmund sowie in Richtung Süden nach Siegen, Wetzlar, Gießen und Frankfurt am Main. Weitere Anschlussstellen sind die Abfahrten Nr. 13 Lüdenscheid-Nord und Nr. 15 Lüdenscheid-Süd der A 45. Auch die B 229 liegt am Rande des Eichholz und ist gut erreichbar. Einige Parkplätze innerhalb des Eichholz sichern den Autofahrern Parkmöglichkeiten zu.
Das nahegelegene Verkehrskreuz „Worth“ ist bereits seit vielen Jahren einer der wichtigsten Verkehrsknotenpunkte der Stadt Lüdenscheid. Von hier aus führen mehrere wichtige Straßen sowohl in andere Stadtteile als auch in die umliegenden Städte.